# Gerry Blakes
Gerry Royce Blakes (nacido el 16 de noviembre de 1993 en Inglewood (California)) es un jugador de baloncesto estadounidense que pertenece a la plantilla del Scafati Basket de la Lega Basket Serie A italiana. Con 1,93 metros de estatura, juega en la posición de escolta.

## Trayectoria deportiva

### Universidad
Es un jugador que puede alternar las posiciones de base y escolta formado en San Bernardino Valley (2012-2014) y Arizona State Sun Devils (2014-2016), donde promedió 11,1 puntos, 4,8 rebotes y 2,1 asistencias por partido.

### Profesional
Tras no ser drafteado en 2016, debutó como profesional en Chipre en las filas del Enosis Neon Paralimni con el que jugó la temporada 2016-2017. Disputa la temporada 2017-18 en la Basketligan, defendiendo la camiseta de los Norrköping Dolphins con los que promedia una anotación de 16.10 puntos por partido.
En verano de 2018, se compromete con el Pallacanestro Cantù para disputar la Lega Basket Serie A durante la temporada 2018-19.
El 2 de agosto de 2021, firma por el CSP Limoges de la Pro A, la primera categoría del baloncesto francés.
El 20 de julio de 2022 fichó por el BK VEF Rīga de la Latvian-Estonian Basketball League.
El 7 de julio de 2023 fichó por el Cholet Basket de la LNB Pro A francesa por una segunda temporada en el club.
El 2 de febrero de 2024, tras romper con el equipo francés, fichó por el Scafati Basket de la Lega Basket Serie A italiana.